# Lusashogh
Lusashogh (en arménien Լուսաշող ) est une communauté rurale du marz d'Ararat en Arménie. En 2008, elle compte 624 habitants.